# Aphyocharacidium bolivianum
Aphyocharacidium bolivianum är en fiskart som beskrevs av Géry, 1973. Aphyocharacidium bolivianum ingår i släktet Aphyocharacidium och familjen Characidae. Inga underarter finns listade i Catalogue of Life.